# Aralık
Aralık là một huyện thuộc tỉnh Iğdir, Thổ Nhĩ Kỳ. Huyện có diện tích 709 km² và dân số thời điểm năm 2007 là 22155 người, mật độ 31 người/km².